# نادي اتحاد تارودانت
 نادي اتحاد تارودانت هو نادٍ رياضي مغربي من مدينة تارودانت ممارس بالقسم الأول - الدوري المغربي هواة، تأسس سنة 1937.